# 스트라본

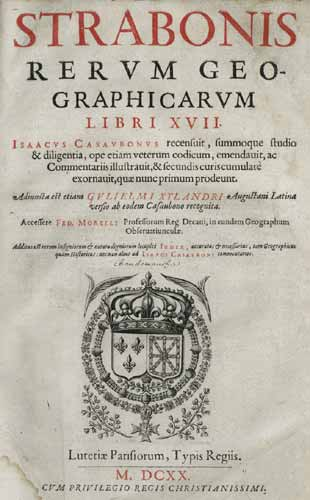
지리학Geographica의 한 페이지. 이삭 카소봉의 1620년판.

스트라본(고대 그리스어: Στράβων, 라틴어: Strabo, 기원전 63/64년 ~ 기원후 24년경)은 고대 그리스의 지리학자, 역사가, 철학자이다. 프톨레마이오스와 함께 고대 그리스에서 가장 뛰어난 지리학자로 일컬어진다. 소아시아에서 태어나 유럽과 이집트 · 리비아 · 아시아 등 여러 곳을 다니면서 지형·지구대·땅 위의 동물과 식물을 관찰하여 모두 17권으로 된 《지리학》을 만들었다.

## 생애
스트라본은 폰토스의 아마세이아(오늘날 튀르키예의 아마시아)의 유복한 집안에서 태어났다. 이 지역은 당시 로마 제국의 일부였다. 그의 어머니는 조지아 사람이었다. 그는 여러 지리학자와 철학자들 문하에서 처음에는 니사, 나중엔 로마로 가서 수학했다. 그는 스토아 학파를 지지했으며, 로마의 지배를 옹호했다. 나중에 그는 이집트와 쿠쉬 등지로 여행을 갔다. 그의 《지리학》은 언제 씌여졌는지 알 수 없으나, 다만 이 저작 을 보면 티베리우스 황제 치시에 최종 판본을 완성했다는 내용이 있다. 어떤 부분에는 기원후 7년, 혹은 대략 기원후 18년이라고도 한다. 논란이 되는 부분도 있는데, 기원후 23년에 마우레타니아 왕 유바 2세가 죽었다는 내용으로, 이 부분에서 그는 "바로 요즘에"라는 말을 쓰고 있다. 이 "요즘에"라는 말을 "1년 내" 정도로 봤을 대, 스트라본은 그가 죽은 기원후 24년이나 한 해 전에 집필을 그만둔 것이다.
스트라본의 《역사》는 거의 대부분 유실되었다. 저자 본인이나 다른 고전 저자들도 이를 인용해 이 책의 존재함을 알 수 있으나, 남아있는 것이라고는 오늘날 밀라노 대학교가 소장한 파피루스 단편뿐이다.('파피루스 46' 번호가 붙어있다)
스트라본의 사망 시기도 이설이 있으나, 대부분 스트라본이 기원후 23년 직후에 죽은 것으로 보고 있다.

## 지리학

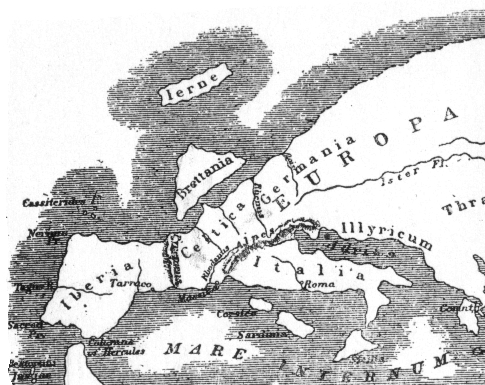
스트라본 저작에 의거한 유럽 지도.

스트라본은 17권 분량의 유명한 저서 《지리학》(Geographica)을 썼다. 이 책은 당대에 알려진 세계의 여러 지역과 사람들의 역사를 기술한 책이다. 이 책은 고대사 연구에 중요한 자료가 되며, 특히 다른 자료들을 검증할 때 유용하다. 이 책에는 유럽 지도도 수록되어 있다.